# DeSoto Adventurer

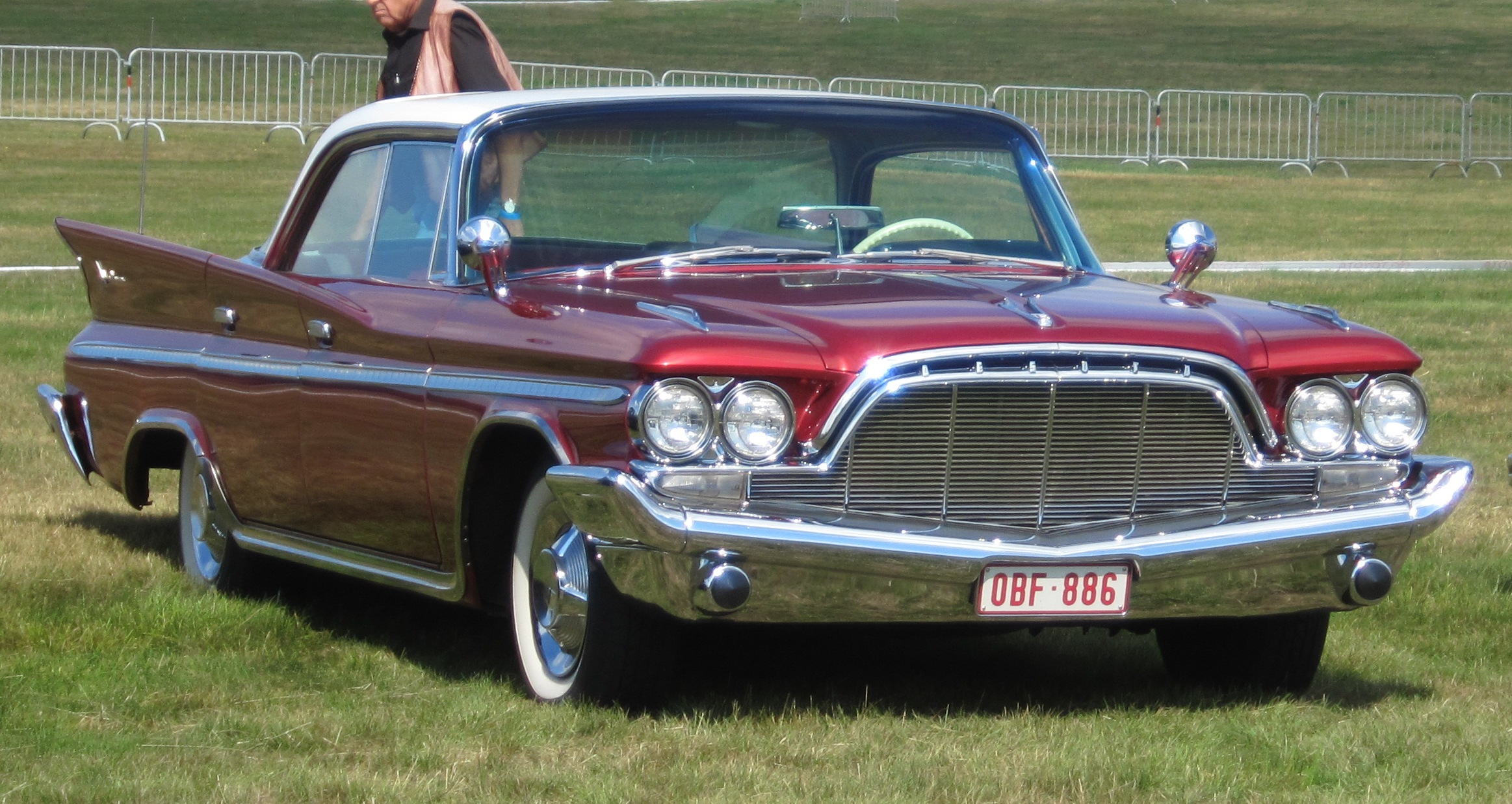
DeSoto Adventurer de 1960

La DeSoto Adventurer est une automobile produite par DeSoto de 1956 à 1960. Le nom Adventurer a tout d’abord été un concept car à quatre places destiné aux coupés sportifs hautes performances  mais il a ensuite été modifié pour devenir le modèle spécial DeSoto à production limitée et haute performance, semblable au Chrysler 300, plus luxueux et exclusif. En production, l'Adventurer était la voiture haut de gamme de DeSoto, remplaçant la DeSoto Custom et proposée uniquement comme coupé à toit rigide en 1956. La gamme de modèles s'agrandit lorsque le coupé est rejoint en 1957 par un cabriolet à toit rigide à quatre portes, et par une berline dans sa dernière année de 1960. 

## 1956
Introduite en 1956 en tant que sous-série de la DeSoto Fireflite de haut niveau, l’Adventurer était à l’origine commercialisée comme un hard-top à deux portes de production limitée, disponible uniquement dans une palette de couleurs blanc/ noir/ or. La première Adventurer fut assemblée avec un Hemi V8 de 341 pouces cubes à haut rendement, des échappements doubles et des garnitures personnalisés. La finition standard inclus deux miroirs latéraux extérieurs, des enjoliveurs dorés, une radio, une horloge électrique, le tableau de bord rembourré, le lave-glace, une instrumentation complète,, et la suspension heavy-duty. Au total, 996 voitures ont été vendues au cours de sa première année. 

## 1957

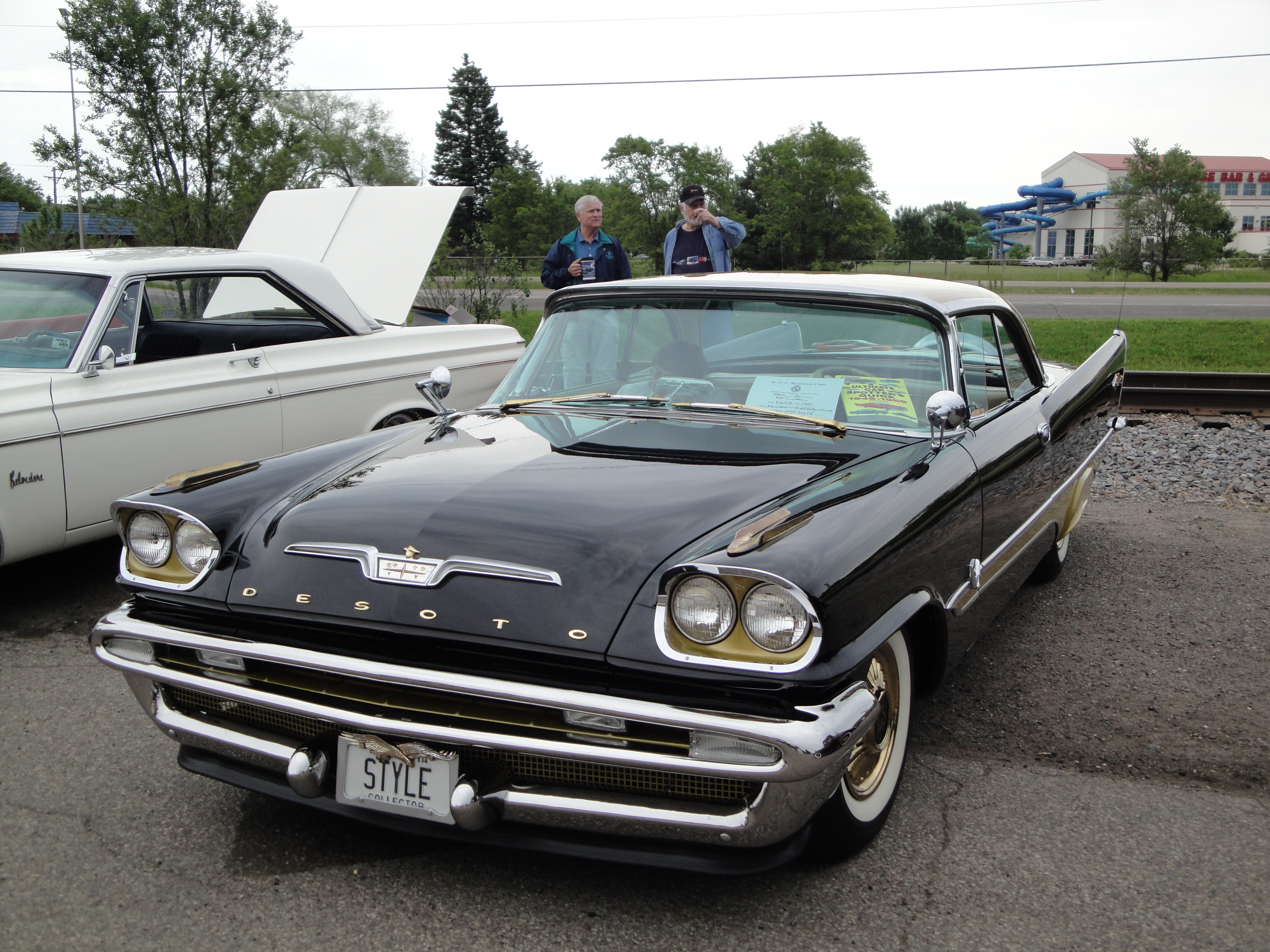
DeSoto Adventurer 1957

En 1957, l’Aventurer recevait le design avant-gardiste de Chrysler avec d’autres voitures de la division. Un cabriolet a également rejoint le hard top à deux portes et, là encore, les choix de couleurs ont été limités au thème des couleurs noir-blanc et or. Parmi les critiques élogieuses, citons d'abord le rédacteur en chef de Mechanix Illustrated Automobile, Tom McCahill, qui a proclamé la DeSoto comme étant la mieux designée de toutes les marques de Chrysler pour 1957. La plupart des Adventurer avaient des phares doubles en standard. 
Comme la voiture de 1956, l’Aventurer de 1957 était propulsé par le V8 à haut rendement de Chrysler, qui augmentait maintenant de 4 pouces cubes à 345 cu. En 1957, 1 950 unités ont été produites, dont 300 cabriolets. 

## 1958
L'Adventurer de 1958 était une mise à jour du tout nouveau style reçu par la voiture en 1957. Outre les modifications annuelles, la voiture recevait également une nouvelle calandre avec un insert en maille, ainsi que des phares doubles avec des ouvertures légèrement révisées. La voiture est présentée au salon de l'auto de Chicago en Janvier 1958. Le moteur Hemi n'était plus disponible, à la place un moteur de 361 pouces cubes a été utilisé. DeSoto proposait l'injection de carburant (produite par Bendix Corporation ). Les unités s'avéraient obsolètes et constituaient une option coûteuse, de sorte que très peu d'Adventurer étaient vendues avec eux. Celles qui ne sont pas équipées de l'unité ont reçu les carburateurs. La production d'Adventurer a chuté à 432 unités dont 350 hardtops et 82 cabriolets, soit une baisse des ventes de 78% par rapport à 1957. Cependant, DeSoto était elle-même en train de vendre en chute libre, et toute la production en série était hors de la marque. 

## 1959

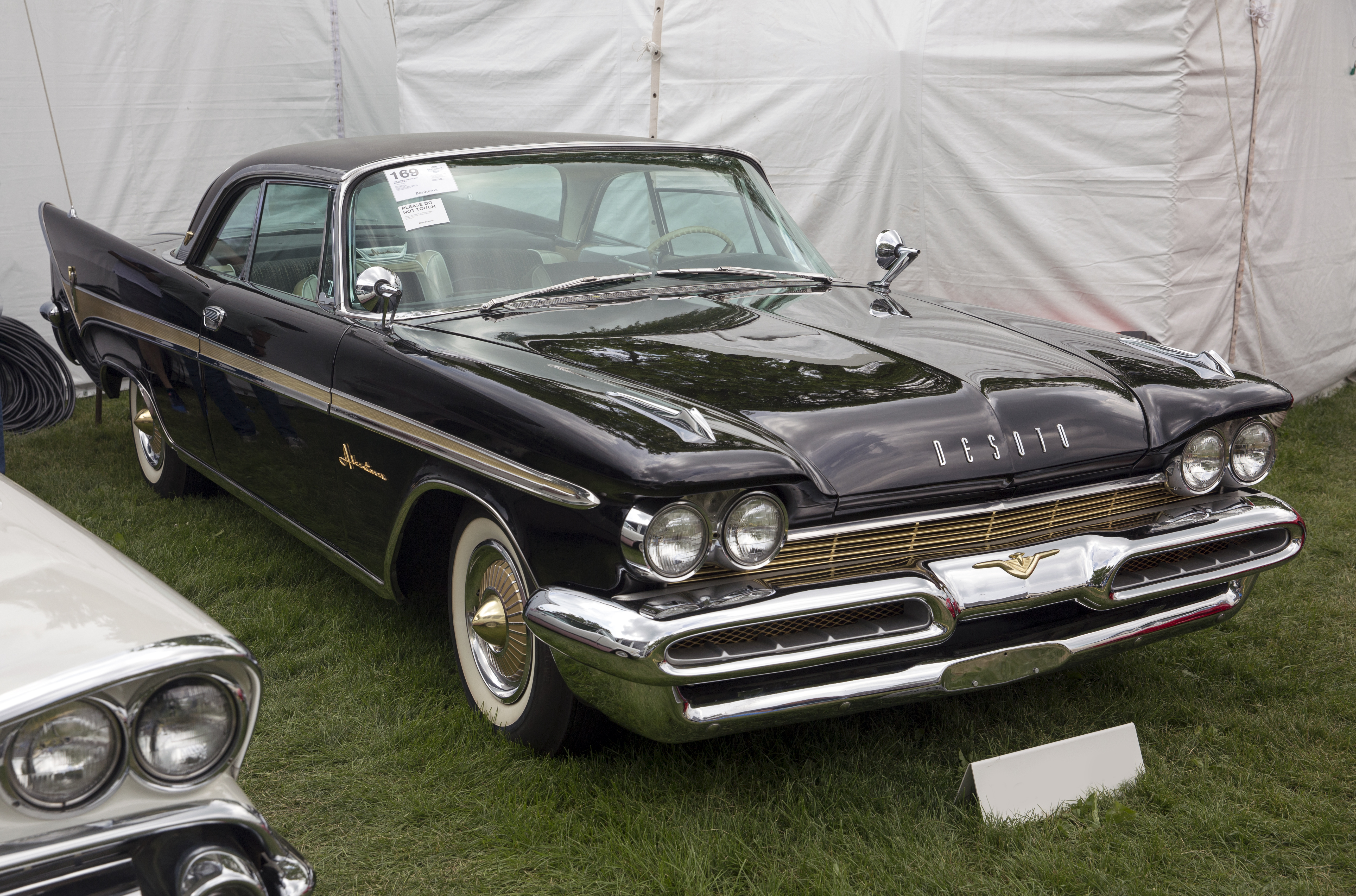
DeSoto Adventurer de 1959

Restylée pour 1959, le regard des DeSoto a commencé à prendre plus de traits de Chrysler haut de gamme. Le nouveau a été introduit en octobre 1958. Encore une fois, les couleurs de l'Adventurer étaient limitées. La voiture était propulsée par le 383 V8, réglée sur 350 ch à 5 000 tr/min. 687 unités, 590 hardtops et 97 cabriolets ont été produits pour 1959, en hausse par rapport à 1958, mais pas suffisamment pour aider à endiguer la chute de 40 % des ventes de la division DeSoto.

## 1960

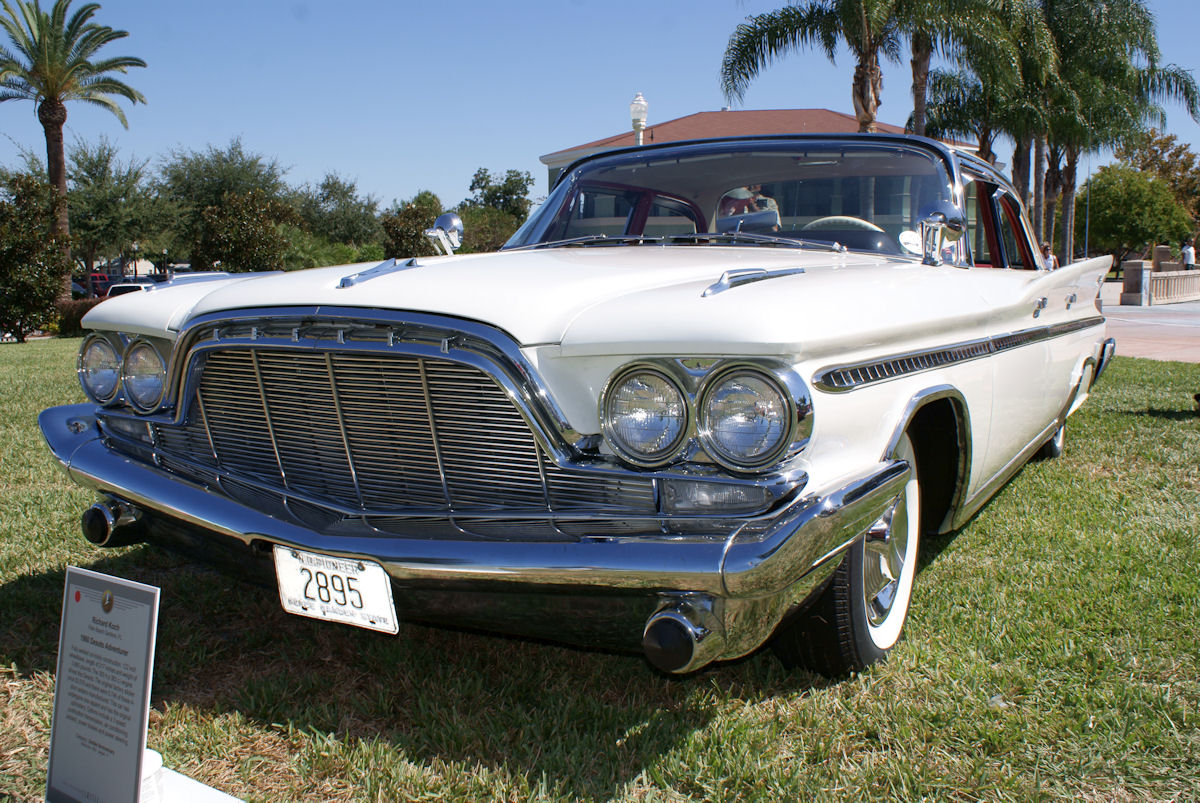
DeSoto Adventurer de 1960

Pour sa dernière année, l'Adventurer a perdu sa version cabriolet mais a acquis un toit rigide et une berline à quatre portes. Au lieu d'être un modèle en édition limitée, l'Adventurer constituait la gamme de modèles haut de gamme pour la gamme DeSoto de 1960. L'introduction du piston Ram a été réintroduite sur les modèles à carburateur quatre cylindres. Ce fut également la seule année où la voiture est entrée dans différentes couleurs au lieu de sa combinaison traditionnelle blanc-noir et or. Les ventes totales de la ligne Adventurer ont affiché le meilleur résultat avec 11 597 modèles produits. 
Mais des rumeurs ont commencé à circuler selon lesquelles Chrysler était prêt à tuer DeSoto et les clients ont réagi en achetant d'autres marques de voitures. Les consommateurs ont acheté la Windsor sans craindre de perdre le service du constructeur comme ce sera bientôt le cas de DeSoto. 
Lors de la dernière année de Desoto en 1961, les concessionnaires proposaient une ligne de voiture unique, disponible en deux styles de carrosserie. Chrysler annonça la fin de la DeSoto en novembre 1960. La production dura juste assez longtemps pour épuiser les stocks de garnitures DeSoto. 